# Burrawang
Burrawang – miasto w Australii, w stanie Nowa Południowa Walia.